# Kumarina
Kumarina is een plaats in de regio Mid West in West-Australië.

## Geschiedenis
In het begin van de twintigste eeuw werd koper gevonden in de streek. Er werden enkele kopermijn ontwikkeld. Tot 1973 werd er af en toe koper gedolven.
W.G. Armstrong vond in de jaren 1930 een stuk meteoriet nabij de heuvel 'Batthewmurnama', twintig kilometer ten zuidoosten van de kopermijnen.

## Beschrijving
Kumarina maakt deel uit van het lokale bestuursgebied (LGA) Shire of Meekatharra, waarvan Meekatharra de hoofdplaats is. De Gascoyne loopt door Kumarina. Het nationaal park Collier Range maakt deel uit van het grondgebied van Kumarina.
In 2021 telde Kumarina 91 inwoners, tegenover 75 in 2006.
Er is een uitspanning ('roadhouse') met camping op het grondgebied van Kumarina gevestigd, alsook een wildreservaat ('wildlife sanctuary').

## Transport
Kumarina ligt langs de Great Northern Highway, 983 kilometer ten noordnoordoosten van de West-Australische hoofdstad Perth, 285 kilometer ten zuiden van Newman en 227 kilometer ten noordoosten van Meekatharra.
Op het grondgebied van Kumarina liggen enkele startbanen waaronder de Plutonic Airport (ICAO: YPLU) en de Marymia Airport (ICAO: YMY).

## Klimaat
Kumarina kent een warm woestijnklimaat, BWh volgens de klimaatclassificatie van Köppen.

## Externe link

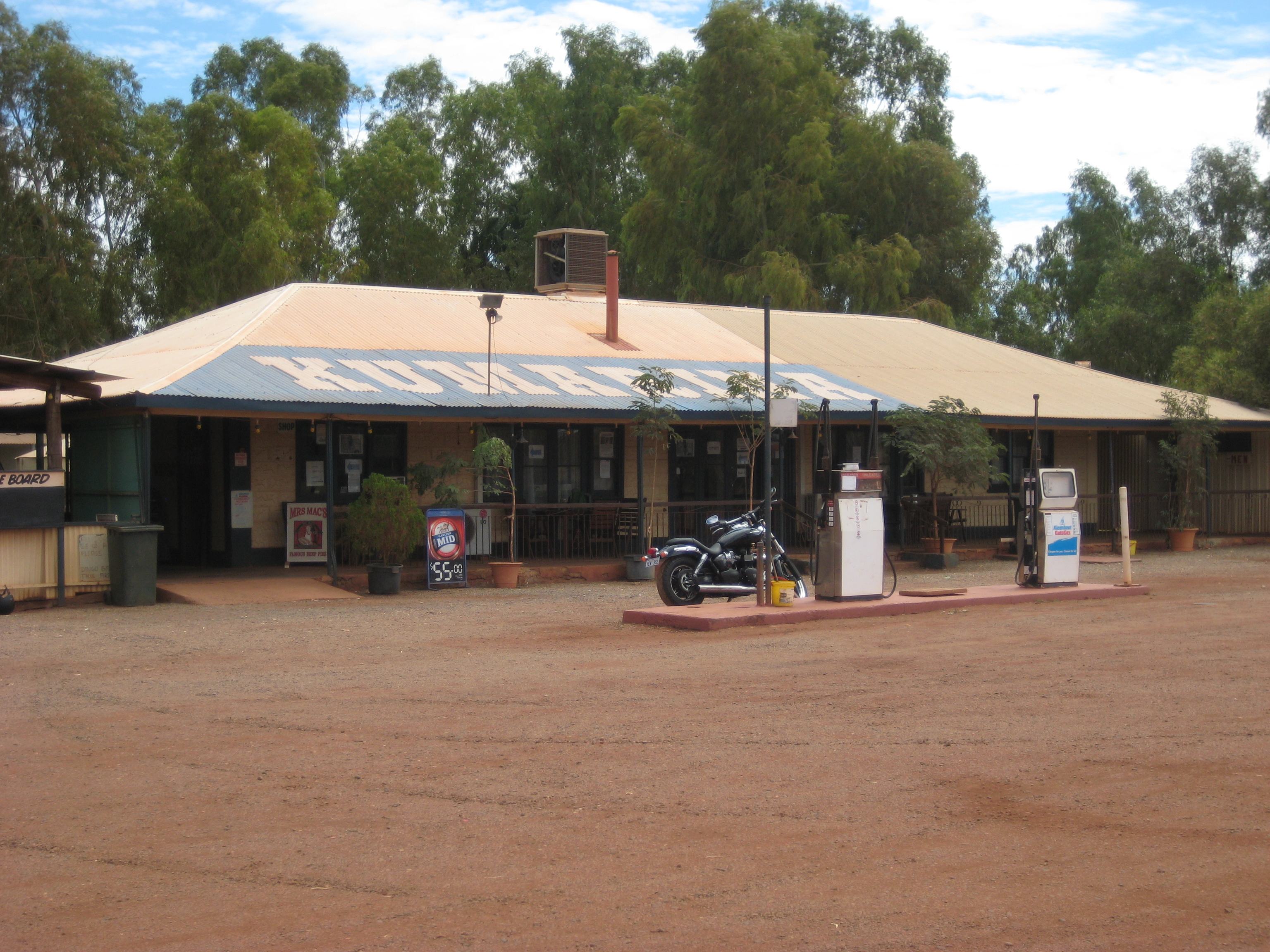
'Kumarina Roadhouse'